# Helophorus nitiduloides
Helophorus nitiduloides är en skalbaggsart som beskrevs av Armand D'Orchymont 1945. Helophorus nitiduloides ingår i släktet Helophorus och familjen halsrandbaggar. Inga underarter finns listade i Catalogue of Life.